# Жирардо, Ипполит
Ипполи́т Жирардо́ (фр. Hippolyte Girardot, настоящее имя Фредери́к Жирардо́, Frédéric Girardot ; род. 10 октября 1955, Булонь-Бийанкур, Франция) — французский актёр театра и кино.
Ипполит никак не связан с французской актрисой Анни Жирардо.

## Биография
Ипполит Жирардо родился 10 октября 1955 года в Булонь-Бийанкур. С детства был увлечен рисованием. Подростком он блестяще проявил себя во вступительном конкурсе школы. Получил диплом Высшей национальной школы декоративных искусств. Мечтал стать художественным руководителем на съёмочной площадке.
Посещал курсы драматического искусства Андреаса Вутсинаса (фр. Andréas Voutsinas) и школу профессиональной подготовки актёров для театра, кино и телевидения — (фр. Acting International).
Вскоре, в рамках мастерской кино, осуществляет серию короткометражных фильмов с подростками пригорода.
Дебютировал в кино благодаря подруге матери, режиссёру Яник Белон в фильме «Жена Жана», где он исполнил роль сына Клода Риша, но этот актёрский опыт не сразу стал решением остаться в кино. Следующая его роль последует только в 1980 году.
В 1985 номинируется на Премию Сезар как Лучший актёр в фильме «Такова моя воля» режиссёра Франсиса Жиро.
В 2003, после нескольких лет молчания, возвращается на экраны, сыграв роль в фильме «Танго Рашевских». Затем играет роль гнусного адвоката в картине «Короли и королева».
2006 год был очень насыщенным, он принял участие в шести фильмах. В киноальманахе «Париж, я люблю тебя» Ипполит снялся совместно с Жюльет Бинош и Уиллемом Дефо в истории под названием «II округ: Площадь Побед (Place des Victoires)».
В 2007 году исполнил роль в двух комедиях «Моё место под солнцем» и «Гость», где он снялся вместе с Даниэлем Отёйем и Тьерри Лермиттом.

## Избранная фильмография
- 1974 — Жена Жана / La Femme de Jean
- 1980 — Инспектор-разиня / Inspecteur la bavure
- 1983 — Имя: Кармен / Prénom Carmen
- 1984 — Такова моя воля / Le Bon Plaisir
- 1984 — Форт Саган / Fort Saganne
- 1986 — Манон с источника / Manon des sources
- 1986 — Следуйте за моим взглядом / Suivez mon regard
- 1986 — Сошествие в ад / Descente aux Enfers
- 1989 — Безжалостный мир / Un monde sans pitié
- 1991 — Вне жизни / Hors la vie
- 1994 — Аромат Ивонн / Le Parfum d’Yvonne
- 1994 — Когда мне было 5 лет, я покончил с собой / Quand j’avais 5 ans je m’ai tué
- 1997 — Да здравствует республика! / Vive la République !
- 2001 — Редкая птица / L’Oiseau rare
- 2003 — Танго Рашевских / Le Tango des Rashevski
- 2004 — Холостой выстрел / Nos amis les flics
- 2004 — Короли и королева / Rois et reine
- 2004 — Модильяни / Modigliani
- 2005 — Усы / La Moustache
- 2006 — Неуправляемый / Incontrôlable
- 2006 — Леди Чаттерлей / Lady Chatterley
- 2006 — Париж, я люблю тебя / Paris, je t’aime
- 2006 — Предчувствие / Le Pressentiment
- 2006 — Я думаю о вас / Je pense à vous
- 2007 — Гость / L’invité
- 2007 — Моё место под солнцем / Ma place au soleil
- 2008 — Рождественская сказка / Un conte de Noël
- 2008 — Тихий хаос / Caos calmo
- 2008 — Однажды ты поймешь / Plus tard tu comprendras
- 2009 — Шпионы / Espion(s)
- 2009 — Однажды в Версале / Bancs publics (Versailles rive droite)
- 2009 — Юки и Нина / Yuki et Nina
- 2011 — Современные Робин Гуды / Les robins des pauvres
- 2012 — Капитал / Le Capital
- 2015 — Оккупированные / Okkupert
- 2017 — Призраки Исмаэля / Les fantômes d’Ismaël

## Номинации
- 1985 — номинация на премию «Сезар» за лучшую мужскую роль в фильме «Такова моя воля»
- 1990 — номинация на премию «Сезар» за лучшую мужскую роль в фильме «Безжалостный мир»
- 1992 — номинация на премию «Сезар» за лучшую мужскую роль в фильме «Вне жизни»